# كروم (مغني)
كروم (بالبلغارية: Крум) هو مغني بلغاري، ولد في 15 أغسطس 1986 في صوفيا في بلغاريا.